# Johann Adolph von Kielmansegg (1642–1711)
Johann Adolph Reichsfreiherr von Kielmansegg (* 17. Januar 1642; † 2. September 1711 in Husum) war ein deutscher Verwaltungsjurist, Domherr und Hofbeamter.

## Leben
Johann Adolph (II.) von Kielmansegg war der jüngste Sohn von Johann Adolph Kielmann von Kielmannsegg und Margarete von Hatten (* 25. August 1617; † 12. Dezember 1656). Zusammen mit seinen Brüdern Hans Heinrich und Friedrich Christian schrieb er sich im Sommersemester 1651 an der Universität Rostock ein. Am 20. August 1655 erhielt er eine Präbende im Domkapitel Lübeck, die durch die Wahl von Herzog Christian Albrecht zum Koadjutor freigeworden war.
Der Stellung seines Vaters beim Herzog verdankten auch seine Söhne hohe Ämter in der herzoglichen Verwaltung. 1670 wurde Johann Adolph Staller (herzoglicher Statthalter) von Eiderstedt  und 1674 herzoglich-gottorfischer Ober-Hofmarschall.
Mit dem Regierungsantritt von Christian V. von Dänemark verschärfte sich seit 1671 das Verhältnis zwischen dem Gottorfer Herzogtum und Dänemark. Um sich gegen die Übervorteilung in der Auseinandersetzung um die Grafschaft Oldenburg zur Wehr zu setzen, nahm sein Vater Johann Adolph Kielman die Verhandlungen mit Schweden wieder auf, von denen er und der Herzog sich die Souveränität für das kleine Herzogtum erhofften. 1675 lockte Christian V. Herzog Christian Albrecht, Kielman und seine Söhne mit dem Angebot, über Kielmans Vorschlag, dem Herzog das Amt Tondern als Entschädigung für Oldenburg zu geben, zu verhandeln, nach Rendsburg. Dort nötigte er den Herzog zum Rendsburger Rezess vom 10. Juli 1675, in dem der Gottorfer Kleinstaat auf seine Souveränität und alle fremden Bündnisse verzichten musste. Kielmann musste sich verpflichten, das Land nicht zu verlassen. Er und seine drei Söhnen wurden bei Gut Quarnbek, dem Wohnsitz von Bruder Hans Heinrich, von den Dänen gefangen genommen und in Korsør und später in der Zitadelle von Kopenhagen eingesperrt. Erst nach dem Tod des Vaters wurden die Söhne am 29. März 1677 gegen eine Lösegeldzahlung von 100.000 Reichstalern freigelassen. Sie mussten schwören, nie wieder entgegen den dänischen Interessen zu handeln.

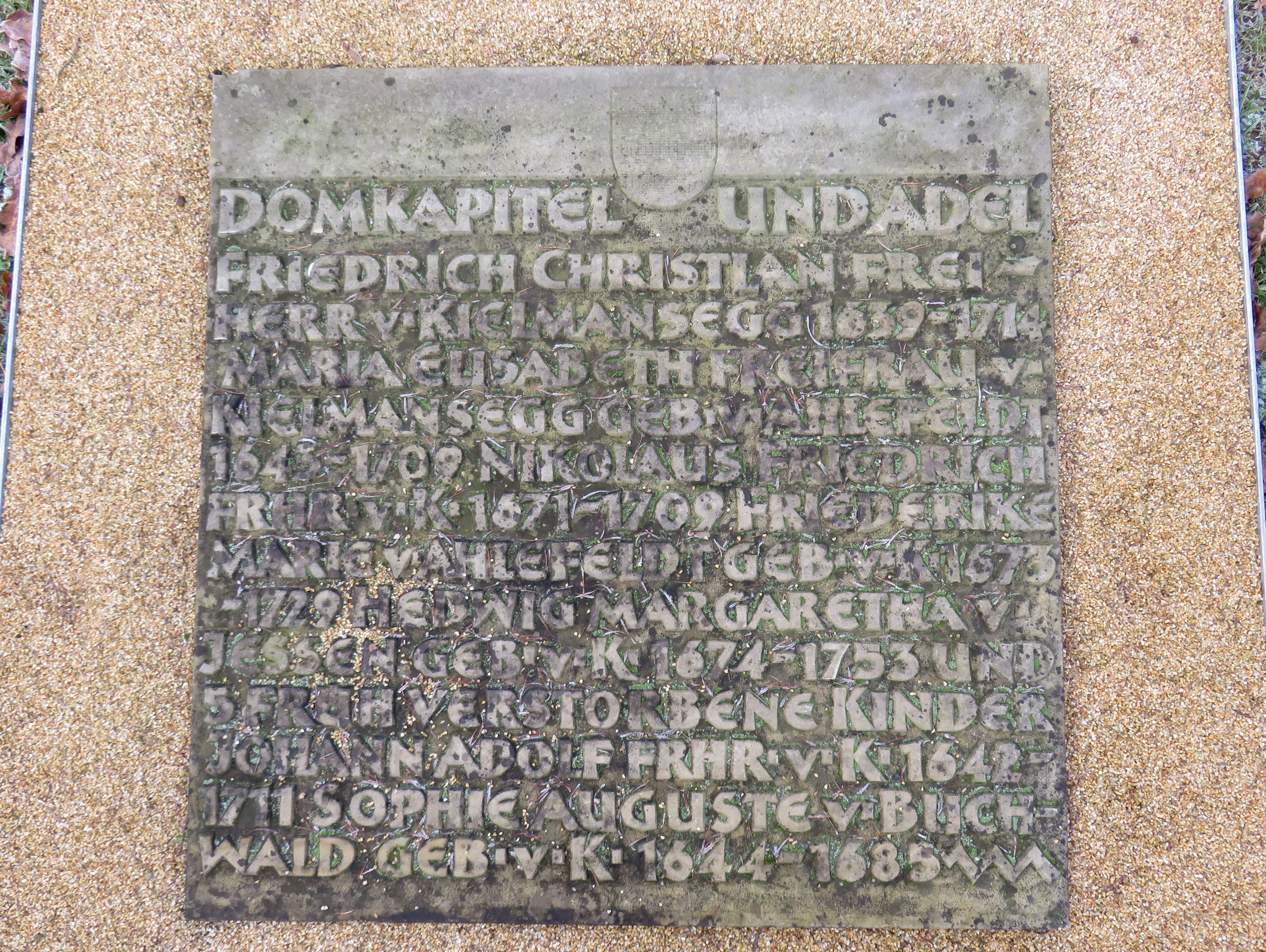
„Johann Adolf Frhr. v. K.“, Sammelgrab Domkapitel und Adel, Friedhof Ohlsdorf

Nach ihrer Freilassung begaben sich die Kielman-Söhne zu Herzog Christian Albrecht, der ins Exil nach Hamburg gegangen war, und erhielten von ihm ihre Ämter zurück. Sie fielen aber bald in Ungnade, weil man sie der Veruntreuung verdächtigte. Johann Adolph trat als Rat in kaiserliche Dienste. Am 8. Mai 1679 wurde er zusammen mit seinen Brüdern in den Reichsfreiherrenstand erhoben.
Er unterstützte die Künste in Hamburg und war 1687 Widmungsempfänger des Hortus Musicus von Johann Adam Reincken.
Bei der Bischofswahl nach dem Tod von Fürstbischof August Friedrich von Schleswig-Holstein-Gottorf 1705, die von einer militärischen Auseinandersetzung und zu Weihnachten 1705 von der Belagerung und Besetzung von Schloss Eutin durch die Dänen begleitet war, gehörten die Brüder Kielmansegg zur letztlich unterlegenen Partei im Kapitel, die den dänischen Koadjutor, Prinz Carl von Dänemark (* 26. Oktober 1680; † 8. August 1729), einen jüngeren Bruder des dänischen Königs Friedrich IV. unterstützte. Durch diplomatisches Eingreifen der englischen Königin Anne sowie der Generalstaaten und nach Zusicherung einer Rente wurde dieser jedoch zur Aufgabe seines Anspruches gebracht, so dass der Kandidat der gottorfischen und mit Schweden verbündeten Partei Christian August von Schleswig-Holstein-Gottorf die Nachfolge antreten konnte. Endgültig beigelegt wurde die Auseinandersetzung erst nach Abschluss der Altranstädter Konvention, als Christian August 1709 vom Kaiser mit dem Hochstift Lübeck belehnt wurde.
Johann Adolph (II.) von Kielmansegg, der mit Marie Elisabeth, geb. von Osterhausen (1645–1716) verheiratet war, starb ohne Nachkommen und wurde im Erbbegräbnis der Familie, der Kielmannsegg-Kapelle im 1805 abgebrochenen Hamburger Dom beigesetzt. Seine Lübecker Domherren-Präbende erhielt Christian August von Negendank († 1717).
Auf dem Ohlsdorfer Friedhof wird auf der Sammelgrabplatte Domkapitel und Adel des Althamburgischen Gedächtnisfriedhofs unter anderen an Johann Adolph von Kielmansegg erinnert.